# Barney Martin
Barney Martin (* 3. März 1923 in Queens, New York; † 21. März 2005 in Studio City bei Los Angeles, Kalifornien) war ein US-amerikanischer Schauspieler.

## Leben und Karriere
Martin diente im Zweiten Weltkrieg bei den United States Army Air Forces. Anschließend arbeitete er für 20 Jahre, wie bereits sein Vater, als Polizist beim New York City Police Department. Allerdings soll er schon zu dieser Zeit das Polizeipräsidium mit seinen Späßen unterhalten haben. In den 1950er-Jahren begann sein Einstieg in das Showgeschäft, unter anderem als Gagwriter für Steve Allen oder als Lichtdouble für Jackie Gleason. Martin arbeitete erfolgreich als Komiker, Autor für diverse Fernsehproduktionen und Theaterschauspieler, am erfolgreichsten in Broadway-Musicals wie All American, How Now Dow Jones und insbesondere 1975 als Amos Hart in der Originalproduktion des Erfolgsmusicals Chicago.
Bereits ab den 1950er-Jahren kam der äußerlich vor allem durch seine schwergewichtige Statur auffallende Martin zu ersten Film- und Fernsehrollen, beispielsweise in Alfred Hitchcocks Der falsche Mann. Allerdings musste er sich lange in den meisten Fällen mit kleinen Rollen begnügen. Sein Freund Mel Brooks besetzte ihn 1968 als Darsteller von Hermann Göring in seinem komödiantischen Musical Frühling für Hitler. Dem Film- und Fernsehpublikum wurde Martin erst allmählich im fortgeschrittenen Alter bekannt, oftmals in komischen Rollen. So spielte er unter anderem in Arthur – Kein Kind von Traurigkeit den Vater von Liza Minnelli und war in Splash, Too – Die Nixe aus New York zu sehen. Daneben spielte er in zahlreichen TV-Serien Gast- oder wiederkehrende Rollen. Seinen wohl höchsten Bekanntheitsgrad erzielte er ab den 1990er-Jahren durch die Rolle des Morty Seinfeld, dem Vater von Jerry Seinfeld, in dessen Sitcom Seinfeld. Martin übernahm die Rolle ab der dritten Folge von Phil Bruns und verkörperte sie bis zur Einstellung der Serie 1998. Seinen letzten Auftritt vor der Kamera hatte er 2004 mit einer Gastrolle in der Serie Center of the Universe.
Barney Martin war verheiratet und hatte zwei Kinder. Er starb im März 2005 im Alter von 82 Jahren an einer Krebserkrankung.

## Filmografie (Auswahl)
- 1956: Der falsche Mann (The Wrong Man)
- 1959: Wenig Chancen für morgen (Odds Against Tomorrow)
- 1961: Chefarzt Dr. Pearson (The Young Doctors)
- 1962–1964: Die Jackie-Gleason-Show (Jackie Gleason: American Scene Magazine; Fernsehserie, 18 Folgen)
- 1963: Verliebt in einen Fremden (Love with the Proper Stranger)
- 1963: Alfred Hitchcock Presents (Fernsehserie, Folge Blood Bargain)
- 1968: Frühling für Hitler (The Producers)
- 1968: Charly
- 1970: Der Amerikaner (Twinky)
- 1970/1974: Männerwirtschaft (The Odd Couple; Fernsehserie, 2 Folgen)
- 1976–1978: Die Tony Randall Show (The Tony Randall Show; Fernsehserie, 38 Folgen)
- 1978: Happy Days (Fernsehserie, Folge Fonzie for the Defense)
- 1978: Movie Movie
- 1979: Heiße Ware (Hot Stuff)
- 1980: Hart aber herzlich (Hart to Hart; Fernsehserie, Folge Nacht der Schrecken)
- 1980: Marilyn: Die Geburt einer Legende (This Year's Blonde, Fernsehfilm)
- 1980: Greta Garbo: Die Göttliche (The Silent Lovers, Fernsehfilm)
- 1981: Arthur – Kein Kind von Traurigkeit (Arthur)
- 1982: Benson (Fernsehserie, 2 Folgen)
- 1983: Zorro and Son (Fernsehserie, 3 Folgen)
- 1983: Polizeirevier Hill Street (Hill Street Blues; Fernsehserie, 2 Folgen)
- 1983/1986: Trapper John, M.D. (Fernsehserie, 2 Folgen)
- 1984: Chefarzt Dr. Westphall (St. Elsewhere; Fernsehserie, 2 Folgen)
- 1986: Des Teufels Spiegelbild (Killer in the Mirror, Fernsehfilm)
- 1986: Hotel (Fernsehserie, Folge Hornet's Nest)
- 1986: Ein Engel auf Erden (Highway to Heaven; Fernsehserie, Folge Basinger's New York)
- 1987/1989: Mord ist ihr Hobby (Murder, She Wrote; Fernsehserie, 2 Folgen)
- 1988: Arthur 2 – On the Rocks
- 1988: Splash, Too – Die Nixe aus New York (Splash, Too)
- 1989: Killer Kid (Deadly Weapon)
- 1990: Sydney (Fernsehserie, 13 Folgen)
- 1990: Bronx Cheers (Kurzfilm)
- 1991: Golden Girls (Fernsehserie, Folge Witness)
- 1991: Full House (Fernsehserie, Folge The Legend of Ranger Joe)
- 1991: Weite Reise (Us, Fernsehfilm)
- 1991–1992: Alles Okay, Corky? (Life Goes On; Fernsehserie, 5 Folgen)
- 1991–1998: Seinfeld (Fernsehserie, 20 Folgen)
- 1992: Ein ganz normaler Held (Hero)
- 1993: Daddy Dearest (Fernsehserie, 13 Folgen)
- 1998: Alien Nightmare (I Married a Monster, Fernsehfilm)
- 2004: Center of the Universe (Fernsehserie, Folge The Break-In)